# Sara Ettinger
Sara Ettinger (n.  ?) a fost o actriță română de teatru, care a fost distinsă cu titlul de artist emerit.

## Distincții
- titlul de Artist Emerit al Republicii Populare Române (20 decembrie 1956) „cu prilejul împlinirii a 80 de ani de existență în Romînia a teatrului în limba idiș și pentru merite deosebite în activitatea artistică”[1]